# Rai Extra
RaiSat Extra è stato un canale televisivo tematico italiano edito dalla Rai. Attivo dal 31 luglio 2003 al 26 novembre 2010, il canale era conosciuto come Rai Extra durante i suoi ultimi sei mesi di vita.

## Storia

### Periodo Sky (2003-2009)
RaiSat Extra nacque dall'esperienza di RaiSat Show.
Nel 2003 la piattaforma televisiva a pagamento Sky Italia, quando stava preparando il proprio ingresso sul mercato, chiese a RaiSat di creare un nuovo canale composto in parte da repliche e in parte da programmi autoprodotti. Il progetto venne affidato a Marco Giudici, direttore di RaiSat Extra fino al 2009.
Così, il 31 luglio 2003, data dell'avvio dei servizi di Sky Italia, alla numerazione automatica 120 debuttò il nuovo canale RaiSat Extra che affiancava gli altri canali di RaiSat, azienda dedicata appositamente alla gestione dei canali Rai sulle piattaforme a pagamento.
Il canale trasmetteva diverse autoproduzioni della Rai già andate precedentemente in onda sui tre canali generalisti della TV analogica. Per questo, veniva indicato ufficialmente come "il meglio della Rai del giorno prima". Nel suo palinsesto trovavano spazio anche alcuni programmi autoprodotti da RaiSat appositamente per il canale tematico. Oltre ai programmi italiani replicati e inediti, RaiSat Extra era particolarmente noto per alcuni programmi di importazione, che all'epoca non erano disponibili in Italia in nessun altro canale o piattaforma televisiva.
RaiSat Extra dedicava gran parte del suo palinsesto ai programmi non fiction, ma trovavano spazio anche alcuni telefilm e cartoni animati in replica.
Nel 2007, RaiSat Extra ha ospitato due programmi di Fiorello: si trattava di Viva Radio 2 - in TV e di Fiorello Incantautore.

### Passaggio al digitale terrestre (2009)
Il canale abbandonò il bouquet di Sky Italia il 31 luglio 2009, a causa del mancato rinnovo contrattuale deciso unilateralmente dalla Rai, e si trasferì sul digitale terrestre.
Da quel momento, il canale cominciò a trasmettere, negli spazi pubblicitari, in formato 16:9.
Il canale era disponibile sul digitale terrestre italiano, via satellite con il decoder Tivùsat, oltre che in flusso continuo su Rai.tv, sito gestito all'epoca da RaiNet.
Da quando il canale divenne disponibile gratuitamente, si verificò un cambio di rotta nei palinsesti. Vennero infatti riproposte molte trasmissioni del periodo della paleotelevisione (come, per esempio, Mister Fantasy, Studio Uno o Milleluci), che non erano presenti quando il canale si trovava su Sky Italia, ed era destinato quasi esclusivamente alle repliche dei due o tre giorni precedenti. In questo modo, il canale divenne più simile al vecchio RaiSat Album di Telepiù.

### Il cambio del nome in Rai Extra (2010)
Il 18 maggio 2010, con il restyling dei loghi Rai, RaiSat Extra subì un restyling grafico denominandosi Rai Extra. La gestione fu direttamente a carico della Rai, visto che l'azienda controllata RaiSat era stata chiusa definitivamente, a causa della scelta della Rai non avere più canali riservati alle pay TV.
La programmazione dell'estate 2010 è stata dedicata anche alle repliche dei programmi di Serena Dandini tra cui Pippo Chennedy Show nel pomeriggio, Avanzi durante la serata e L'ottavo nano alla notte.

### La chiusura definitiva
Il canale terminò definitivamente la propria esistenza dopo una puntata della sitcom Piloti il 26 novembre 2010 alle 6:30 per lasciare il posto al nuovo canale Rai 5. Nelle settimane precedenti, il logo di Rai Extra si alternava in sovrimpressione a quello di Rai 5 con un conto alla rovescia in basso a sinistra che segnava l'orario d'inizio delle trasmissioni del nuovo canale.
Rai 5 si è poi caratterizzato come un canale quasi del tutto diverso rispetto a RaiSat Extra. Dopo il 2010, la funzione di canale Rai dedicato alle repliche è stata assunta esclusivamente da Rai Premium.

## Programmi riproposti dal canale

### Intrattenimento
- A tutto gag
- Avanzi
- Discoring
- Drim
- Carràmba! Che sorpresa
- Foto Finish
- Milleluci
- Mister Fantasy
- Stasera niente di nuovo
- Studio Uno
- Videocomic

### Telefilm
- Provaci ancora prof
- Un medico in famiglia
- Un paio di scarpe per tanti chilometri
- Piloti
- Nebbie e delitti
- Il bene e il male
- Perla nera
- Spin City

### Cartoni animati
- Tommy & Oscar
- Pimpa (serie del 1982)
- Pimpa (serie del 1997)
- Huntik - Secrets & Seekers

## Programmi di importazione

### David Letterman Show
Tra i programmi di punta, fino al 1º luglio 2009, c'era il talk show americano Late Show with David Letterman, trasmesso in esclusiva per l'Italia da RaiSat Extra grazie a un accordo tra la Rai e la rete americana CBS fin dal 1999 e arricchito dalla sottotitolazione in lingua italiana. Veniva trasmesso tre volte al giorno: la puntata nuova andava in onda generalmente dopo le 23, per poi essere replicata il giorno successivo.
A causa del mancato rinnovo da parte della Rai del contratto quinquennale che la legava alla CBS, questo programma (uno di quelli di punta di tutto il gruppo RaiSat), è stato soppresso dai palinsesti a partire dal 1º luglio 2009. L'ultima puntata trasmessa, la sera del 1º luglio, è stata una replica. I diritti del programma sono stati in seguito acquistati da Sky Uno fino al 2011, quando il programma torna in chiaro su Rai 5, erede di RaiSat Extra.

### Altri programmi USA
Fino al 2008, inoltre, in aggiunta al David Letterman Show, venivano trasmessi anche altri due programmi statunitensi: The Tonight Show with Jay Leno (rivale del Letterman, in onda sulla rete NBC) e 60 Minutes (rubrica di informazione anch'essa della CBS).

## Loghi

31 luglio 2003 - 17 maggio 2010
18 maggio 2010 - 26 novembre 2010